# Whamagedón
Whamageddon es un juego que se desarrolla durante los 24 días antes de Navidad en el que los jugadores intentan pasar del 1 de diciembre al final de la Nochebuena (24 de diciembre) sin escuchar la canción " Last Christmas " del dúo pop británico Wham!. Basado en el Little Drummer Boy Challenge de mediados de la década de 1990, si el jugador escucha la canción entre esos días, y queda fuera del juego, tiene que anunaciarlo en sus redes sociales con el hashtag "Whamageddon" para indicar que ha perdido. Las únicas excepciones son que el jugador solo puede escuchar remixes y versiones de la canción. No va contra las reglas reproducir o enviar la canción a otros, pero no se recomienda a los jugadores hacerlo. Whamageddon se describe como un juego de supervivencia, a diferencia de un juego battle royal.

## Historia y antecedentes
"Last Christmas" ha sido un elemento básico de las listas de reproducción de la mayoría de las cadenas de radio exclusivamente navideñas. Desde que el formato se hizo popular, en 2023, la canción fue la canción más reproducida en las cadenas de música contemporánea para adultos que habían adoptado formatos exclusivamente navideños. La canción generalmente se ha reproducido con más fuerza más adelante durante la época navideña, ya que la mayoría de las cadenas tienden a favorecer estándares más antiguos a principios de la temporada; "Last Christmas" fue una de las "primeras canciones" menos populares en lanzar formatos totalmente navideños en 2024, y ninguna estación la eligió.
Una de las primeras referencias documentadas de Whamageddon apareció en Maniac-Forum.de, en noviembre de 2009, un foro en línea originalmente vinculado a la revista de videojuegos en alemán M! Games. En 2010, GTPlanet, un foro en línea con temática de carreras de simulación, inició un desafío similar bajo el nombre "GTPlanet vs. Wham! - Last Christmas". Las reglas eran casi las mismas, salvo que el juego no tenía una fecha de inicio definida y finalizaba a la medianoche del 31 de diciembre, y que la presencia de la canción dentro del hilo de discusión estaba prohibida.
En diciembre de 2023, el DJ del Sixfields Stadium en Northampton, Inglaterra, tocó "Last Christmas" ante una multitud de más de 7.000 personas, con la intención de hacer que todos los presentes perdieran el juego de Whamageddon. Más tarde se disculpó, tras enfrentar críticas.

## Jugabilidad
Reglas del sitio web oficial de Whamageddon.
- El jugador debe aguantar el mayor tiempo posible sin escuchar La canción navideña de  Wham! "Last Christmas"
- El juego comienza el 1 de diciembre y termina al final del 24 de diciembre.
- Solo se aplica la versión original de "Last Christmas", el jugador puede escuchar remixes y covers de la canción.
- El jugador acaba el juego tan pronto como reconoce la versión original de la canción.
- El jugador puede publicar "#Whamageddon" en las redes sociales tan pronto como pierda el juego.
- Los jugadores pueden jugar en un "jugador contra jugador" si lo desean, enviando enlaces a la canción a sus amigos para intentar sacarlos del juego, aunque no se recomienda.

Una vez que un jugador pierde, se lo envía a 'Whamhalla', donde no puede regresar hasta que el juego comience nuevamente el año siguiente.

## Variaciones alternativas
Existen otras variaciones de Whamageddon. En una variación llamada Wham!Hunter, los jugadores obtienen un punto cada vez que escuchan la canción. Esto permite disfrutar de la música navideña sin tener que preocuparse cuando se camina por un centro comercial o cuando pones la radio en el coche.